# HMS Bicester (L34)
Pour les autres navires du même nom, voir HMS Bicester.
Le HMS Bicester (pennant number L34) est un destroyer d'escorte de classe Hunt de type II construit pour la Royal Navy pendant la Seconde Guerre mondiale.

## Construction
Le Bicester est commandé le 20 décembre 1939 dans le cadre du programme d'urgence de la guerre de 1939 pour le chantier naval de Hawthorn Leslie and Company de Hebburn-on-Tyne en Angleterre sous le numéro J4210. La pose de la quille est effectuée le 29 mai 1940, le Bicester est lancé le 5 septembre 1941 et mis en service le 9 mai 1942.
Sa construction est achevée le 18 juin 1942 et il n'a pas été parrainé par une communauté civile pendant la campagne nationale du Warship Week (semaine des navires de guerre) en mars 1942.
Les navires de classe Hunt sont censés répondre au besoin de la Royal Navy d'avoir un grand nombre de petits navires de type destroyer capables à la fois d'escorter des convois et d'opérer avec la flotte. Les Huntde type II se distinguent des navires précédents type I par une largeur (Maître-bau) accru afin d'améliorer la stabilité et de transporter l'armement initialement prévu pour ces navires.
Le Hunt type II mesure 80,54 m de longueur entre perpendiculaires et 85,34 m de longueur hors-tout. Le Maître-bau du navire mesure 9,60 m et le tirant d'eau est de 3,51 m. Le déplacement est de 1 070 t standard et de 1 510 t à pleine charge.
Deux chaudières Admiralty produisant de la vapeur à 2 100 kPa et à 327 °C alimentent des turbines à vapeur à engrenages simples Parsons qui entraînent deux arbres d'hélices, générant 19 000 chevaux (14 000 kW) à 380 tr/min. Cela donné une vitesse de 27 nœuds (50 km/h) au navire 281 t de carburant sont transportés, ce qui donne un rayon d'action nominale de 2 560 milles marins (4 740 km) (bien qu'en service, son rayon d'action tombe à 1 550 milles marins (2 870 km)).
L'armement principal du navire est de six canons de 4 pouces QF Mk XVI (102 mm) à double usage (anti-navire et anti-aérien) sur trois supports doubles, avec un support avant et deux arrière. Un armement antiaérien rapproché supplémentaire est fourni par une monture avec des canons quadruple de 2 livres "pom-pom" MK.VII et deux  canons Oerlikon de 20 mm Mk. III montés dans les ailes du pont. Les montures jumelles motorisées d'Oerlikon sont remplacées par des Oerlikons simples au cours de la guerre. Jusqu'à 110 charges de profondeur pouvaient être transportées,. Le navire avait un effectif de 168 officiers et hommes,.

## Histoire

### Premières opérations
Le Bicester commence ses essais et la mise en service du constructeur en juin 1942, passant ses essais d'acceptation le 16 juin et entamant les procédures de préparation. Le 26 juin, le Bicester escorte le roi George VI et la reine Elizabeth en Angleterre après leur visite d'une base navale à Larne, en Irlande du Nord. En juillet, le destroyer termine son travail et rejoint la Londonderry Special Escort Force. Le 29 juillet, le Bicester rejoint le convoi militaire WS21 dans la Clyde avec les destroyers Bramham, Wilton, Keppel et Salisbury comme escorte locale du convoi lors de son passage dans les approches du Nord-Ouest.

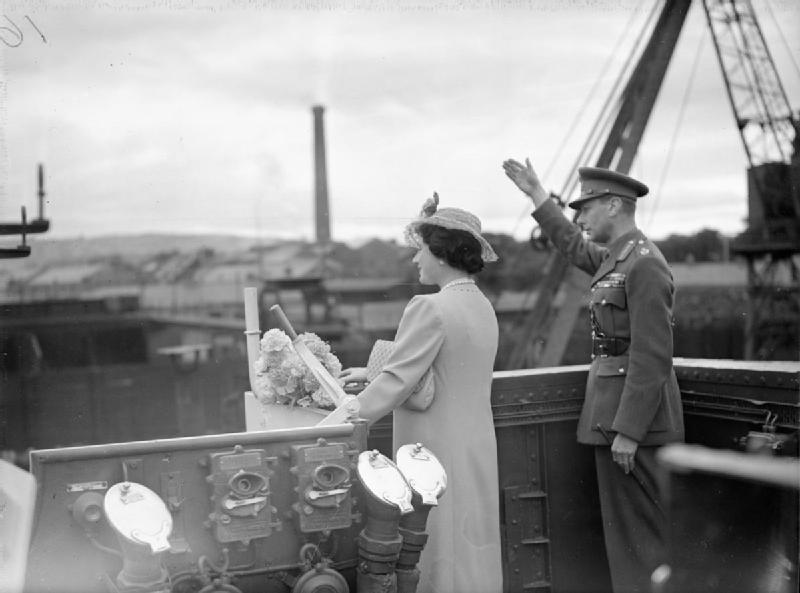
Le roi George VI saluant du pont de Bicester, après une visite royale à Larne, en Irlande du Nord.

En août, le Bicester est nommé pour un service d'escorte détaché pour un convoi visant à soulager Malte. Le 4 août, le Bicester se détache du convoi WS21 et rejoint le convoi de secours de Malte : le WS21S, parti de Clyde vers Gibraltar le 2 août dans le cadre de l'opération Pedestal. Le destroyer traversé le détroit de Gibraltar et rejoint l'escorte de navires le 11 août lors de son passage à travers le canal de Sicile vers Malte.
Le 12 août, le convoi subit de lourdes attaques sous-marines et aériennes, au cours desquelles le porte-avions Eagle est coulé. De nouvelles attaques de sous-marins ont coulé et gravement endommagé les escortes et les navires, de sorte que le Bicester a dû être détaché du convoi avec Derwent et Wilton pour escorter le Nigeria endommagé vers Gibraltar. Le 18 août, le Bicester est libéré de l'opération Pedestal et le destroyer reprend le chemin de Derry pour reprendre ses fonctions d'escorte, rejoignant le 28 août en tant qu'escorte locale du convoi militaire WS22.

### Retour à Gibraltar
Le Bicester se détache du convoi WS22 le 1er septembre et retourne à Derry pour de nouvelles fonctions d'escorte de convoi, qui consiste notamment à rejoindre le convoi militaire WS23 à Clyde le 4 octobre. Après s'être détaché du convoi WS23, le Bicester retourne pour des fonctions d'escorte à Derry et est nommé pour l'escorte de convois militaires en Afrique du Nord pour des débarquements alliés le 8 octobre. Le Bicester  est déployé pour escorter les convois à Gibraltar en novembre et décembre.

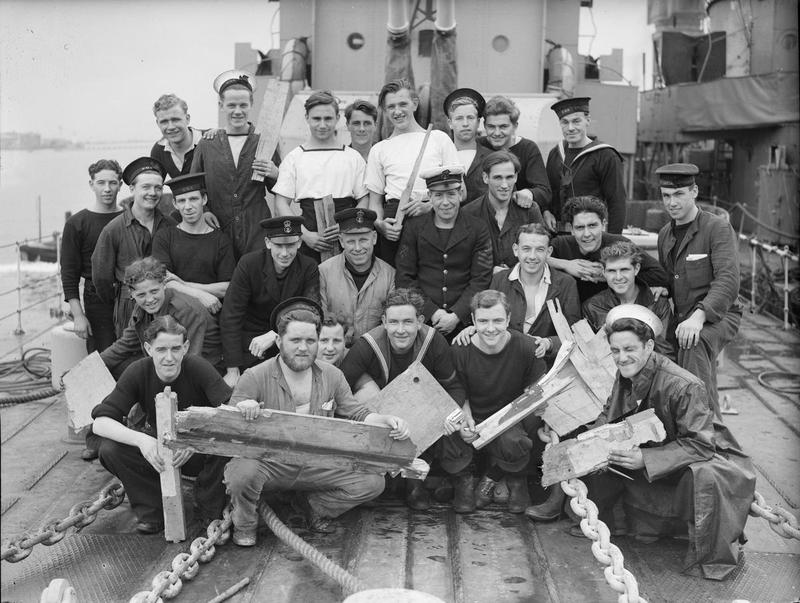
Équipage du Bicester à Alger, après le naufrage d'un sous-marin au large des côtes de l'Afrique du Nord, 24 février 1943

En janvier 1943, le Bicester est basé à Alger dans le cadre de ses fonctions. En février, le destroyer est déployé avec d'autres destroyers de la classe Hunt pour des tâches d'escorte de patrouille et de convoi. Le 17 février, il participe à la recherche du sous-marin italien Asteria tout en défendant un convoi. Le 20 février, le Bicester est déployé avec les destroyers Lamerton et Wheatland à la recherche du sous-marin (U-Boot) allemand U-443. Le Bicester participe à des attaques contre le sous-marin allemand, ainsi que les deux autres destroyers et le 23 février, après une opération de recherche et de destruction de trois jours, le sous-marin est coulé à la position géographique 36° 55′ N, 2° 25′ E par des attaques de charges de profondeur. Il n'y a aucun survivant.
Entre mars et avril, le Bicester poursuit ses fonctions de défense de convois et de patrouille à Alger. En mai, le destroyer participe au blocus de la zone du cap Bon afin d'empêcher la fuite des vaisseaux de l'Axe. Le 9 mai, lors du déploiement avec Oakley, les destroyers se retrouvent sous attaque aérienne par des avions Spitfire; le Bicester subit des dommages majeurs à la suite d'un quasi-accident, la bombe explosant à côté provoquant des inondations importantes et d'importants dégâts. Le Bicester est remorqué à Malte pour des réparations temporaires, qui ont été effectuées en juin. En juillet, le destroyer effectue un passage vers le Royaume-Uni pour des réparations permanentes, qui ont été effectuées entre août et septembre.

### Malte, Adriatique et océan Indien
En octobre, le Bicester est nommé pour le service dans la 59e Division des destroyers, qui est basée à Malte, le destroyer continuant ses essais après réparation. Le destroyer fait un passage à Malte en novembre, où il est déployé dans l'Adriatique et la Méditerranée centrale. Le 2 décembre, le Bicester est endommagé lors d'un raid aérien sur Bari lorsqu'un navire de munitions est touché et explose, répandant sa cargaison de gaz moutarde sur le port et la ville. Le destroyer Zetland est également endommagé, mais moins gravement. Le Zetland remorque le Bicester à Tarente pour les réparations. Il y a eu tellement de victimes de gaz moutarde que, à leur arrivée à Tarente, les navires ont dû demander de l'aide pour entrer dans le port, car tous les officiers de navigation avaient la vue altérée par cette arme chimique.
En janvier 1944, le destroyer est en réparation. Celles-ci ont été achevées le 15 janvier avec une réception après réparation et la reprise des fonctions de défense du convoi. Le Bicester est déployé pour des fonctions d'escorte de convoi dans le centre de la Méditerranée et pour le soutien des opérations militaires dans l'Adriatique entre février et avril. Le 5 mai, le Bicester bombarde la ville d'Ardea pour soutenir les opérations à terre. Entre juin et juillet, le destroyer est de retour dans l'Adriatique pour soutenir et défendre des convois.
Le Bicester rejoint les navires de la US Navy (marine américaine) lors de leur passage à Naples en août 1944, faisant partie de l'escorte du convoi d'assaut SM1, composé de trois chalutiers de la Royal Navy et de six navires de guerre mineurs de l'US Navy. Le destroyer se détache du convoi SM1 le 15 août en arrivant sur la tête de pont. Après avoir été libéré de l'opération Dragoon, le Bicester revient au contrôle de la Royal Navy en septembre et est déployé dans l'Adriatique pour soutenir des convois, des attaques de guérilla et d'autres opérations à terre. Entre octobre et novembre, le Bicester soutient de près la réoccupation d'un certain nombre d'îles de la mer Égée, ainsi que les fonctions de défense des convois. En décembre et janvier, le destroyer est une garde du Pirée, soutenant et défendant des convois, jusqu'à ce qu'il soit rebasé à Malte d'où il est désigné pour un radoub à Alexandrie.
Le radoub du Bicester commence en mars et le destroyer est nommé pour le service dans la 18e flottille de destroyers de la Eastern Fleet (flotte de l'Est). Le destroyer fait un passage vers le Royaume-Uni, où il est pris en main pour un radoub afin d'améliorer l'habitabilité en juin 1945. À la fin de ces travaux en juillet, le navire est remis en service et le destroyer est commandé dans l'océan Indien pour rejoindre la flottille de la flotte de l'Est. En août, le Bicester arrive à Trincomalee avant la reddition du Japon et rejoint la flottille. Le 28 août, le destroyer quitte Trincomalee dans le cadre de l'escorte du convoi JMA2BS lors de son passage pour attaquer une tête de pont près de Port Dickson.

### Après guerre
Le Bicester fait partie de la flotte de l'Est et devient le leader de la 29e flottille de destroyers, basée à Bombay. Il est déployé pour les tâches de la flotte jusqu'à son retour au Royaume-Uni en novembre.
Après son arrivée à Sheerness le 12 décembre 1945, le Bicester est déployé dans la Nore Local Flotilla (flottille locale de Nore). En 1947, le destroyer devient le leader de la flottille et est déployé pour la formation et les tâches locales (y compris son transport de la flamme olympique à travers la Manche en juillet 1948 pour les Jeux olympiques d'été de 1948 à Londres) jusqu'en janvier 1950, date à laquelle il est désarmé et mis en réserve à Chatham.
Bien qu'elle ait été présentée pour assister à la revue du couronnement de la flotte en 1953, à laquelle il participe, il n'est pas remis en service opérationnel et est inscrit sur la liste de destruction en 1955. Il est vendu à Thos W Ward en 1956 et arrive en remorque au chantier du démolisseur à Grays, dans l'Essex, le 23 août 1956 pour son démantèlement.

### Honneurs de bataille
- NORTH AFRICA 1942-43
- MALTA CONVOYS 1942
- MEDITERRANEAN  1942-43
- SOUTH FRANCE 1944
- ADRIATIC  1944
- AEGEAN  1944

### Commandement
- Lieutenant Commander (Lt.Cdr.) Sydney William Floyd Bennetts (RN) du 5 mai 1942 au 10 août 1944
- Lieutenant Commander (Lt.Cdr.) Ralph William Frank Northcott (RN) du 10 août 1944 au 1er janvier 1946